# ジヒドロケリルビン-12-モノオキシゲナーゼ
ジヒドロケリルビン-12-モノオキシゲナーゼ（dihydrochelirubine 12-monooxygenase）は、イソキノリンアルカロイド生合成酵素の一つで、次の化学反応を触媒する酸化還元酵素である。
ジヒドロケリルビン + NADPH + H+ + O2 {\displaystyle \rightleftharpoons } 12-ヒドロキシジヒドロケリルビン + NADP+ + H2O
この酵素の基質はジヒドロケリルビン、NADPH、H+とO2で、生成物は12-ヒドロキシジヒドロケリルビン、NADP+とH2Oである。
組織名はdihydrochelirubine,NADPH:oxygen oxidoreductase (12-hydroxylating)で、別名にdihydrochelirubine 12-hydroxylaseがある。